# Chiesa di San Carlo Borromeo (Lugano Centro)

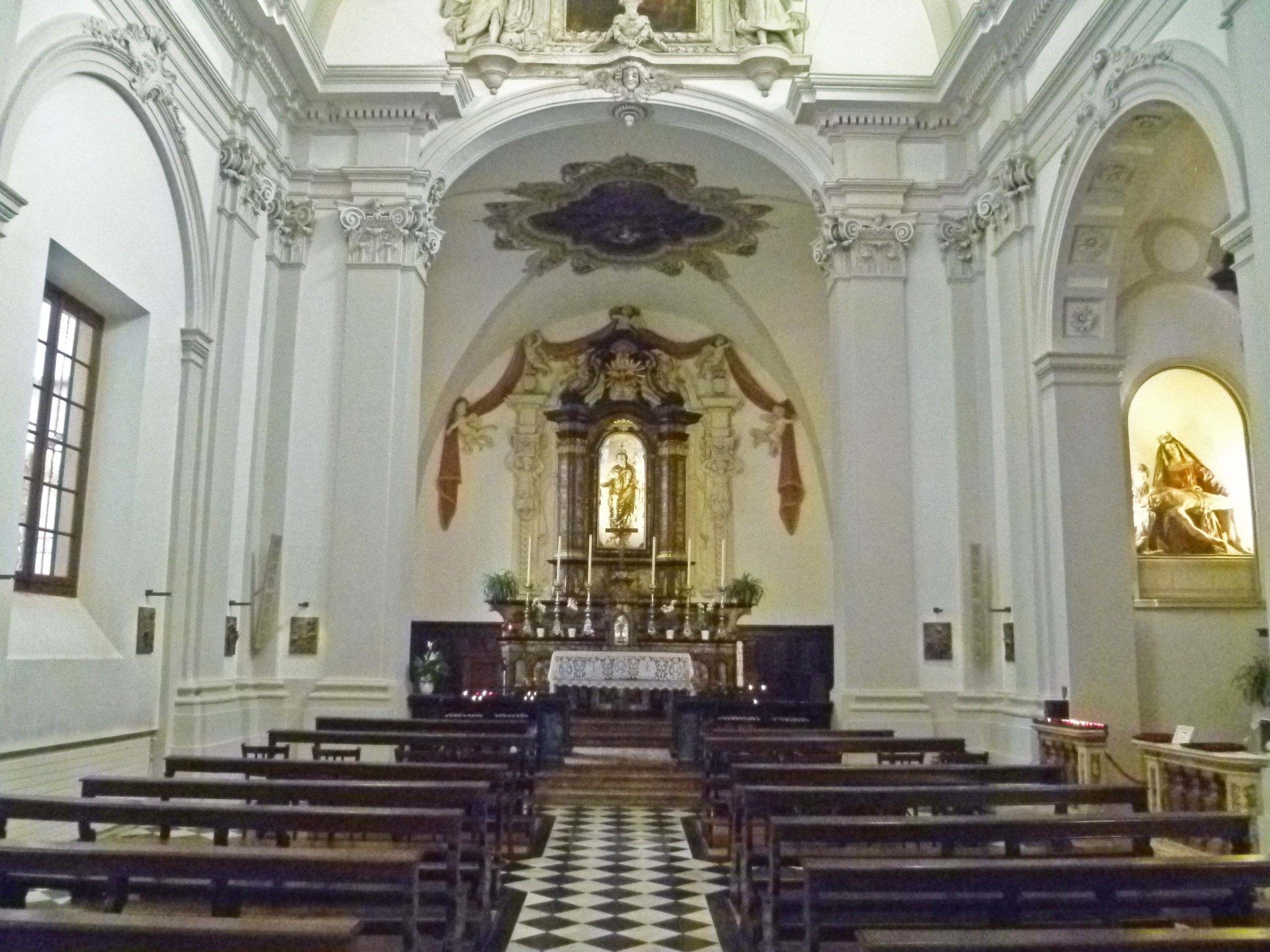
Interno

La chiesa di San Carlo Borromeo è un edificio religioso che si trova nel quartiere di Lugano Centro, a Lugano.

## Storia
La struttura venne costruita negli anni 1640-1642 su progetto di Giovanni Angelo Galassini e Antonio Castelli, su commissione della confraternita intitolata a San Carlo Borromeo. 
Tra il Seicento e il Settecento, l'interno della chiesa venne decorato con stucchi e dipinti.
La facciata, eseguita dal curegliese Domenico Fontana, è del 1829.

## Descrizione
La chiesa ha una pianta ad unica navata suddivisa in due campate e coperta da una volta a botte lunettata; sul fianco settentrionale della navata si aprono due cappelle laterali. Il coro ha una copertura a crociera.
Esternamente, la chiesa presenta con un portale in stile barocco.
Tra le opere pittoriche conservate nella chiesa, tele Seicentesche di Giovanni Paolo Recchi e Francesco Innocenzo Torriani, nonché quadri Settecenteschi di Giuseppe Antonio Petrini, Giuseppe Mattia Borgnis e Giuseppe Reina. Al Petrini si devono in particolare tre pale d'altare, un Mandato a San Pietro posto in fondo al presbiterio e una Gloria di Sant'Antonio (1730) che orna la copertura del coro.
Al 1768 risale l'altare maggiore, in marmo di Baveno, attribuito a Giovanni Battista Adami. Lo stesso altare ospita una statua raffigurante la Madonna della Cintura (XVIII secolo).
Sulla cantoria in controfacciata si trova l'organo a canne, costruito da Gaspare Mascioni nel 1891 e recuperato dal demolito castello di Trevano. Lo strumento, a trasmissione integralmente meccanica, dispone di 18 registri; la sua consolle ha una tastiera di 58 note con prima ottava cromatica ed una pedaliera dritta di 20 note.
Lungo le pareti interne, una Via Crucis di Nag Arnoldi.